# 袁郊
袁郊，字之儀，又作之乾，蔡州人，祖籍陳郡阳夏县。唐懿宗咸通年間曾官祠部郎中，後為虢州刺史。唐昭宗時為翰林學士。善於文學、與溫庭筠結交，作詩應酬。另善於唐傳奇，有《甘澤謠》傳世，〈紅線傳〉為其中佳作。
父親袁滋，曾拜相。